# Juan Cornejo
Juan Francisco Cornejo Palma (* 27. Februar 1990 in Pichidegua) ist ein chilenischer Fußballspieler. Der linke Außenverteidiger wurde drei Mal chilenischer Meister.

## Karriere

### Verein
Juan Cornejo begann im Alter von fünf Jahren in seiner Heimatstadt Pichidegua Fußball zu spielen. Mit 16 Jahren absolvierte er ein Probetraining bei CSD Colo-Colo, erhielt dort aber keine Chancen. Daraufhin wechselte er zum CD Magallanes und debütierte 2009 bei der Albiceleste, die damals in der dritten Liga Chiles spielte. Er war entscheidend für den Aufstieg in die Primera B und wurde Kapitän seines Teams. 2012 wurde er zum besten linken Außenverteidiger der Primera B gewählt.
2013 wechselte Cornejo zu Audax Italiano in die chilenische Primera División. Nach starken Leistungen wurde er 2014/15 von der ANFP als bester linker Verteidiger ausgezeichnet. 2017 wechselte er zum mexikanischen Club León, wo er einen Vertrag über vier Jahre unterschrieb.
Nach zwei Jahren bei León wurde er 2019 an Universidad Católica ausgeliehen, wo er die Supercopa de Chile und die Meisterschaft 2019 gewann. In den beiden Folgejahren konnte Cornejo, der von den Cruzados nach der Leihe fest verpflichtet wurde, den Titel jeweils verteidigen.
Nach seiner Vertragsauflösung bei Universidad Católica Ende 2021 unterschrieb er im Januar 2022 bei Deportes Antofagasta. Nach dem Abstieg des Vereins schloss sich der Defensivakteur Coquimbo Unido an.

### Nationalmannschaft
Juan Cornejo nahm 2011 am Training des erweiterten Kaders der Nationalmannschaft unter Claudio Borghi teil.
Im Januar 2015 debütierte der Linksverteidiger in der A-Nationalmannschaft beim Freundschaftsspiel gegen die USA. Zwei Monate später bestritt Cornejo sein zweites Länderspiel gegen Iran. Für die Copa América 2015 wurde der Defensivakteur nicht nominiert.

## Erfolge
Universidad Católica
- Chilenischer Meister: 2019, 2020, 2021
- Chilenischer Supercup-Sieger: 2019, 2020, 2021